# Motorna jahta A (M/Y A)
Motorna jahta A (M/Y A) je luksuzna motorna jahta koju je dizajnirao Filip Stark, a konstruirao poznati pomorski arhitekt Martin Francis.Jahtu je izgradila tvrtka Blohm + Voss na brodogradilištu HDW u Kielu. U funkciji je od studenog 2004. godine, a kupcu je predana 2008. godine. Prema nepotvrđenim izvješćima, troškovi izgradnje jahte iznosili su oko 300 milijuna dolara. Duljina od oko 119 metara i zapremina od 6 000 tona, svrstava ovu jahtu među najveće jahte svijeta. Jahta "A" posjeduje glavni apartman i još šest apartmana za smještaj od ukupno 14 gostiju i može primiti oko 40 članova posade. 
Prema pisanju medija, jahta je dobila ime "A" kako bi uvijek bila na samom vrhu brodskih registara. Jahta pripada Andrejаu Meljničenku.

## Dizajn i razvoj
Kako i obično biva s mnogim luksuznim jahtama, o motornoj jahti "A" znalo se vrlo malo za vrijeme njezine izgradnje. Prema nekim izjavama Filip Stark je kao uzor prilikom dizajniranja uzeo američke ratne brodove i jahta je specijalno dizajnirana da se obrani od napada modernih gusara.